# Ferengis
No universo de ficção científica de Star Trek, os Ferengis são uma espécie humanóide extraterrestre. Aparecem pela primeira vez no episódio "The Last Outpost" da telessérie Star Trek: The Next Generation, transmitido pela primeira vez em 1987.
A cultura ferengui é caracterizada por uma obsessão mercantil com o comércio e o lucro e pelos seus esforços constantes em trapacear. O universo ficcional de Star Trek também descreve suas atitudes para com o sexo feminino, que muitos integrantes da cultura ocidental considerariam misóginas. Os traços físicos marcantes desta espécie ficcional são as grandes orelhas, os dentes afiados e a baixa estatura.
É uma raça de comerciantes, sendo suas leis determinadas pelas Regras de Aquisição, que são um conjunto de normas que regem o seu sistema comercial e por conseguinte a sua sociedade. Toda a tecnologia ferengi foi comprada de outras raças, inclusive a tecnologia de dobra espacial.
Os ferengis caracterizam-se por uma atitude egoísta e traiçoeira, na qual a obtenção do lucro a qualquer preço é a regra fundamental.
Também se caracterizam por seu machismo em relação às fêmeas da sua espécie. Estas não têm direito de usar roupas, não podem falar com estranhos e/ou convidados, não podem obter quaisquer lucros nem sair do seu planeta natal, entre outras limitações.
O planeta natal dos ferenguis é Ferenginar, um mundo não pertencente à Federação dos Planetas Unidos, governado pelo Grande Nagus e por uma Autoridade Comercial composta principalmente pelo Conselho de Assessores Econômicos (anteriormente conhecido como Conselho de Liquidantes). Da mesma maneira que grande parte de sua cultura, a religião ferengui é baseada em princípios do capitalismo: os ferenguis fazem orações e sacrifícios monetários a um "Tesouro Abençoado" (Blessed Exchequer, em inglês) e temem uma vida após a morte passada no "Cofre da Miséria Eterna".
Dentre outros, os seguintes personagens de Star Trek são ferenguis conhecidos: Quark, Rom, Nog, Ishka, Zek e Brunt.

## Regras de aquisição Ferengis
No universo de Jornada nas Estrelas, uma das espécies que apresentam mais curiosidade são os Ferengis, principalmente no que se diz respeito nas suas "Regras de Aquisição".
Podem ser descritas como uma espécie de Bíblia para os Ferengis e todos os machos adultos da espécie são obrigados a recita-las de cor.

### As principais regras
1ª regra: "Uma vez que você tenha o dinheiro deles, nunca devolva".
3ª regra: "Nunca gaste mais em uma aquisição do que necessário".
6ª regra: "Nunca permita que a família fique no caminho da oportunidade".
7ª regra: "Mantenha suas orelhas abertas".
9ª regra: "Oportunidade mais instinto é igual a lucro".
10ª regra: "Ambição é eterna".
16ª regra: "Um trato é um trato".
17ª regra: "Um contrato é um contrato - mas somente entre ferengis".
18ª regra: "Um ferengi sem lucro não é ferengi de qualquer maneira".
19ª regra: "Satisfação não garantida".
21ª regra: "Nunca ponha a amizade acima do lucro".
22ª regra: "Um homem experiente pode ouvir lucro no vento".
23ª regra: "Nunca tire a última moeda de alguém, mas tenha certeza de ter tirado o resto".
31ª regra:  "Nunca ofenda a mãe de um ferengi... insulte algo que ele se importe ao invés".
33ª regra: "Não custa puxar o saco do chefe".
34ª regra: "A guerra é boa para os negócios".
35ª regra: "A paz é boa para os negócios".
45ª regra: "Expanda ou morra - Um homem só vale a soma dos seus bens".
47ª regra: "Nunca confie em alguém cuja roupa é melhor que a sua própria".
49ª regra: "Quanto maior for o sorriso, mais afiada será a faca".
57ª regra: "Bons consumidores são como ouro latinum. Valorize-os".
59ª regra: "Conselho de graça quase nunca é barato".
62ª regra: "Quanto mais risco tiver o caminho, maior será o lucro".
74ª regra: "Conhecimento é igual ao lucro".
75ª regra: "Lar é onde o coração está, mas as estrelas são feitas de ouro latinum".
76ª regra: "De vez em quando, declare a paz. Isso confunde seus inimigos".
94ª regra: "Mulheres e finanças não se misturam".
98ª regra: "Todo homem tem seu preço".
102ª regra: "A Natureza decai, mas ouro latinum é para sempre".
109ª regra: "Entre dignidade e um saco vazio, fique com o saco".
111ª regra: "Trate pessoas em dívida como a sua família - explore-os".
112ª regra: "Nunca faça sexo com a irmã do chefe".
125ª regra: "Você não pode fazer negócios se você estiver morto".
139ª regra: "Esposas servem. Irmãos herdam".
168ª regra   Sussurre seu caminho para o sucesso
190ª regra: "Ouça tudo e não creia em nada."
194ª regra: "É sempre bom conhecer seus novos consumidores antes que eles entrem pela sua porta".
199ª regra: "Um ferengi sem lucro não é ferengi nenhum".
203ª regra: "Novos consumidores são como razor-backed Greeworms (uma iguaria para os Ferengis) - podem ser suculentos, mas às vezes mordem de volta!".
208ª regra: "As vezes a única coisa mais perigosa que uma pergunta é uma resposta".
211ª regra: "Empregados são os degraus da escada do sucesso - não hesite em pisar sobre eles".
214ª regra: "Nunca comece a negociar com o estômago vazio".
217ª regra: "Você não pode libertar um peixe da água". (Não se pode "endireitar" um Ferengi).
223ª regra: "Ouro latinum dura mais que a luxúria".
229ª regra: "Latinum dura mais que paixão".
239ª regra: "Não tenha medo de nomear um produto erroneamente".
263ª regra: "Nunca permita que a dúvida diminua seu desejo por latinum".
285ª regra: "Nenhuma boa proeza fica impune". (Fazer caridade é uma das piores ofensas para um Ferengi - principalmente com o dinheiro deles).